# Johannes Pinckert
Johannes Pinckert (* 21. Dezember 1879 in Leipzig; † 1956) war ein deutscher Alttestamentler, Semitist und Gymnasiallehrer.

## Leben
Pinckert wurde 1879 als Sohn des Kaufmanns Gustav Pinckert in Leipzig geboren. Er besuchte bis 1890 die Bürgerschule und im Anschluss bis 1899 das Nikolaigymnasium, welches von Otto Kaemmel geleitet wurde. Danach studierte er Evangelische Theologie und Semitische Sprachen bei Hermann Guthe, Heinrich Zimmern und August Fischer an der Universität Leipzig. 1904 legte er sein Erstes Theologisches Examen pro candidatura et licentia concionandi ab. Von 1905 bis 1907 war er Mitglied des Predigerkollegiums zu St. Pauli in Leipzig. Im Jahr 1907 folgte das Zweite Theologische Examen. Zugleich wurde er beim Orientalisten Zimmern mit der Dissertation Hymnen und Gebete an Nebo zum Dr. phil. promoviert. Das Reallexikon der Assyriologie und Vorderasiatischen Archäologie rezipierte später seine Nabus-Interpretationen „ohne den Graben und Kanal verschlossen bleiben“ und „Befehlsinhaber“. Der Orientalist Jürgen Tubach unterstrich die Übersetzung „Bote der Wahrheit“. Pinckert ging nach seinem Studium für einige Monate nach Gablonz in Österreich und wurde als evangelischer Vikar ausgebildet.
Im Jahr 1909 wurde er Studienrat (später Oberstudienrat) an der Thomasschule zu Leipzig unter Emil Jungmann. Pinckert diente im Ersten Weltkrieg und wurde schwer verwundet. Er wurde mit dem Eisernen Kreuz 2. Klasse, der Landwehrdienstauszeichnung 2. Klasse, der Silbernen Medaille für Rettung aus Lebensgefahr (Großherzogtum Mecklenburg-Strelitz) und dem Ritterkreuz 2. Klasse des Sächsischen Albrechts-Ordens ausgezeichnet. Zuletzt war er Oberleutnant der Landwehr.
Pinckert war Mitglied der Deutschen Morgenländischen Gesellschaft in Leipzig. Ab 1922 wirkte er als leitender Bibliothekar des Deutschen Vereins zur Erforschung Palästinas, der erstmals die deutschsprachige Palästinaforschung vereinte. Bereits vor dem Krieg arbeitete er an den umfangreichen ethnologischen und archäologischen Sammlungen des Vereins (seit 1918 untergebracht im Indogermanischen Institut des Paulinums), die er als Nachfolger von Richard Hartmann verwaltete. 1929 übergab er das Vorsteheramt an Martin Noth. Die Sammlung wurde 1943 zerstört.
Im Jahr 1928 hielt er die Ansprache zur Verfassungsfeier an der Thomasschule. In dieser setzte er sich kritisch mit der Weimarer Republik auseinander: „Ich habe, wie wohl alle Beamten, dann später den Eid auf die Verfassung abgelegt und werde ihn halten. Die Achtung vor ihr muß unter solchen Umständen unbedingt gewahrt bleiben. Aber zur Liebe lasse ich mich keinesfalls zwingen. Zu Freude und Begeisterung ist kein Grund vorhanden.“ Dafür wurde er vom Leipziger Stadtrat heftig attackiert. Der damalige Rektor Karl Tittel bemerkte, dass Pinckert: „zu den bedeutendsten Persönlichkeiten der Thomasschule gehört und seine Haltung stellvertretend für die gesamte Lehrerschaft steht.“ Er wurde Konrektor des Gymnasiums und vertrat formal ab 1939 als dienstältester Lehrer den zur Wehrmacht eingezogenen Rektor Alfred Jentzsch. Bereits zum 1. November 1932 war er der NSDAP beigetreten (Mitgliedsnummer 1.377.117). Der deutsch-nationale Lehrer gehörte der SA seit Herbst 1932 an. 1943 entließ er seinen „halbjüdischen“ Kollegen Ernst Theodor Eichelbaum, der bisher von der Lehrerschaft gedeckt worden war, mit: „Hier kommen Sie nie wieder herein! Sie sind untragbar für die Schule.“ Seit dem 29. Mai 1945 übte Pinckert krankheitsbedingt sein Amt nicht mehr aus und wurde am 31. Juli 1945 durch Kontrollratsbeschluss entlassen.

## Werke
- Hymnen und Gebete an Nebo (= Leipziger Semitistische Studien. Band 3, Heft 4). Hinrichs, Leipzig 1920 (zugleich Dissertation, Universität Leipzig 1907); Unveränderter Nachdruck Zentralantiquariat der DDR, Leipzig 1968.